# Sadłowo (gmina)
Sadłowo (do 1942 Czermin) – dawna gmina wiejska funkcjonująca de facto w latach 1940–1954. Siedzibą gminy było Sadłowo.
Przedwojenną poprzedniczką gminy Sadłowo była gmina Czermin, należąca do powiatu rypińskiego w woj. warszawskim. 1 kwietnia 1938 gminę wraz z całym powiatem rypińskim przeniesiono do woj. pomorskiego. 24 października 1940 należące uprzednio do gminy Czermin Stawiska włączono do sąsiedniej gminy Osiek (Lindenschanz). 25 czerwca 1942 okupant zniósł gminę Czermin, przekształcając ją w gminę Sadłowo (Sedlau).
Po wojnie, dekretem PKWN z 21 sierpnia 1944 o trybie powołania władz administracji ogólnej I i II instancji, uchylono wszelkie zmiany w podziale administracyjnym państwa wprowadzone przez okupanta (art. 11). Jednak zmiany w podziale administracyjnym powiatu rypińskiego wprowadzone podczas wojny utrzymywały się w praktyce także po wojnie. Było to praktykowane do tego stopnia, że Wojewoda Pomorski wydał 22 kwietnia 1950 specjalne ogłoszenie informujące o powróceniu do stanu administracyjnego z 1 września 1939, podkreślając szczególnie, że „parc. Stawiska i rum. Stawiska należą do gminy wiejskiej Czermin a nie do gminy wiejskiej Osiek". Tak więc przedwojenna gmina Czermin winna funkcjonowаć de iure także po wojnie, choć w praktyce nadal stosowano zarówno nazewnictwo (m.in. gmina Sadłowo), jak i skład gmin wprowadzony przez okupanta. Na przykład, GUS-owski oficjalny Wykaz Gromad Polskiej Rzeczypospolitej Ludowej według stanu z dnia 1.VII 1952 r. dalej wylicza gminę Sadłowo w miejsce gminy Czermin, a gromadę Stawiska nadal zalicza do gminy Osiek. Podobnie było nawet w wydawnictwach wojewódzkich, np. w Dzienniku Urzędowym Wojewódzkiej Rady Narodowej w Bydgoszczy z 1954 w opisie gmin i gromad podlegających transformacji w związku z reformą administracyjną państwa. Brak konsensusu trwał do jesieni 1954, kiedy to formalnie zniesiono gminy wiejskie w  miejsce gromad.
Jednostki nie przywrócono 1 stycznia 1973 roku po reaktywowaniu gmin, a jej obszar wszedł głównie w skład gmin Osiek i Rypin.